# مايك مارتن (ملحن)
مايك مارتن (بالإنجليزية: Mike Martin)‏ هو ملحن أمريكي، ولد في 6 مايو 1974.

## وصلات خارجية
- الموقع الرسمي